# Kusaywa Forest Park
Der Kusaywa Forest Park ist ein Waldgebiet im westafrikanischen Staat Gambia.

## Topographie
Das 202 Hektar große Waldgebiet liegt in der North Bank Region im Distrikt Jokadu und wurde wie die anderen Forest Parks in Gambia zum 1. Januar 1954 eingerichtet. Das Gebiet liegt 16 Kilometer westlich von Kerewan und liegt zwei Kilometer südlich der North Bank Road, Gambias zweitwichtigster Fernstraße. Der Kusaywa Forest Park liegt am rechten westlichen Ufer des Jurunkku Bolong, einem Nebenfluss des Gambia-Flusses und in drei Kilometern Entfernung von dem Kumadi Forest Park.